# Ctenus meghalayaensis
Ctenus meghalayaensis is een spinnensoort in de taxonomische indeling van de kamspinnen (Ctenidae).
Het dier behoort tot het geslacht Ctenus. De wetenschappelijke naam van de soort werd voor het eerst geldig gepubliceerd in 1976 door Benoy Krishna Tikader.